# Catatonie
 Mise en garde médicale
La catatonie est un syndrome psychomoteur (c'est-à-dire s'exprimant à la fois dans la sphère psychique et motrice) caractérisé par des perturbations significatives du mouvement, du comportement et parfois de la cognition, allant de la stupeur, de la catalepsie et du mutisme à l'agitation et à la violence. Elle est associée à de nombreuses pathologies, neurologiques et/ou psychiatriques.

## Histoire
La catatonie était autrefois considérée comme une forme exclusive de la schizophrénie (schizophrénie hébéphrénocatatonique), caractérisée par des périodes de passivité et de négativisme alternant avec des excitations soudaines.
Depuis, il est reconnu qu'un syndrome catatonique peut apparaître lors de l'évolution de troubles de l'humeur (dépression, troubles du spectre autistique ou troubles bipolaires) ou comme symptôme de maladies organiques, avec une prévalence principale des causes organiques sur les causes psychiatriques. Cette reconnaissance a amené le Manuel diagnostique et statistique des troubles mentaux (DSM-IV-TR) publié par l'Association américaine de psychiatrie (AAP) à ne pas la reconnaître en tant que trouble à part ou comme une sous-forme de schizophrénie, mais comme un syndrome associé à d'autres troubles.

## Symptômes
Les signes suivants sont généralement associés à la catatonie :
- le « négativisme », ici défini comme l'opposition à toute proposition (notion définie par Henri Ey comme le « refus de tout contact avec autrui et avec le réel ») ; ce négativisme peut par exemple s'exprimer dans le refus du contact par le regard, un mutisme, une anorexie ou un apragmatisme total ;
- la passivité : paradoxalement, le sujet peut également avoir occasionnellement des attitudes d'acceptation passive, par suggestibilité ;
- le syndrome moteur : perte de l'initiative motrice, raideur généralisée, attitude figée, résistance active aux tentatives de mobilisation. Parfois, on observe le syndrome de la catalepsie, dite flexibilité cireuse, le patient gardant les attitudes imposées par autrui même lorsqu'elles sont inconfortables (c'est par exemple le signe de l'oreiller : la tête reste soulevée lorsque l'oreiller est retiré). Des phénomènes parakinétiques (maniérisme, stéréotypies, pathétisme, impulsions), une écholalie, une échopraxie et d'autres formes de persévérations sont observés. Parfois, l'évolution est ponctuée par des accès d'agitation psychomotrice soudaine ou par des crises clastiques.

Des symptômes somatiques associés incluent des signes de dysautonomie, troubles tensionnels, œdèmes des membres inférieurs, sueurs profuses, cyanose des extrémités, hypersalivation.
Les troubles cognitifs possiblement associés sont 
- trouble de l'attention (difficulté de concentration) ;
- troubles de la pensée (pensée désorganisée, idées délirantes) ;
- ralentissement cognitif (difficulté ou lenteur à traiter l'information).

Le DSM-IV l'a définie comme un syndrome, sans préjuger de son étiologie : schizophrénie, troubles de l'humeur (mélancolie majoritairement), affections neurologiques. Son évolution sans traitement peut aboutir à la mort par anorexie ou déshydratation.

## Causes
- schizophrénie (type catatonique),
- trouble bipolaire,
- syndrome de stress post-traumatique,
- dépression,
- syndrome parkinsonien[2],
- abus de substances ou lors d'une overdose,
- sevrage d'alcool[3],
- sevrage aux benzodiazépines[4],[5],[6],
- accident vasculaire cérébral,
- encéphalite, troubles auto-immuns,
- trouble métabolique (hyponatrémie)[7],
- hypnose (état « Esdaile »)[8].

## Traitements
- Les benzodiazépines sont les premiers traitements et de hautes doses sont souvent requises.
- L'électro-convulsivothérapie est parfois utilisée[9].
- Des antagonistes aux récepteurs NMDA sont parfois utilisés en cas de catatonie résistante aux benzodiazépines[10].

## Histoire
Sa description a été établie par Karl Ludwig Kahlbaum en 1874.
Emil Kraepelin la définit comme une des formes de démence précoce, qui est au demeurant l'ancêtre théorique de la schizophrénie.
Eugen Bleuler l'inclut parmi les formes de schizophrénie. Ce dernier en définit la nature de symptômes extrêmes de la dissociation psychomotrice et y repère l'expression combinée du négativisme et de l'autisme au sens bleulerien.

### Controverse nosologique
Les observations de médecins et certaines études amènent désormais à considérer que la catatonie n'est pas particulièrement liée à la schizophrénie mais davantage aux troubles de l'humeur et aux états d'intoxication, contrairement à ce que pensait Kraepelin. Des réactions à des agents neuroleptiques, ainsi que le syndrome malin des neuroleptiques, auraient amené à une confusion avec la catatonie maligne.

## Catatonie autistique
Lorna Wing, qui a mis en évidence la notion de spectre de l'autisme, et Amitta Shah ont considéré la spécificité du phénomène catatonique chez les personnes autistes, et examiné le caractère exacerbé des symptômes dans cette population.
Il existe une concordance comportementale entre les manifestations catatoniques classiques et les symptômes présents chez beaucoup de personnes autistes. La notion de handicap développemental permet de comprendre ces deux descriptions cliniques comme ayant une étiologie commune au niveau neurologique. Les traits communs comportent l'auto-agression et l'automutilation, les stéréotypies, le mutisme, le négativisme, le discours stéréotypé, l'écholalie, les pathologies posturales, les grimaces, les maniérismes, la rigidité et l'agitation sans but.
Lorna Wing et Amitta Shah suggèrent une différence entre la stupeur catatonique et la détérioration ressemblant à la catatonie, dans l'autisme. Pour éviter la chronicisation de ces symptômes, il convient de conjuguer un bilan clinique, à un historique neurodéveloppemental individuel, et à une un bilan psychologique des forces et des faiblesses de la personne. L'usage de l'Interview diagnostique pour les troubles sociaux et de communication (Diagnostic interview for social and communication disorders ou DISCO) est recommandé.
Les traitements conseillés pour prévenir l'aggravation de tels symptôme, selon Wing et Shah sont :
- l'adoption d'un programme afin de réduire les facteurs de stress dans la vie, en fournissant des objectifs et des facteurs de stimulation. Les principes de l'approche TEACCH sont évoqués, en tant que modèles de la structuration de l'environnement quotidien[15] ;
- une éducation aux symptômes de ce type destinée à l'environnement proche de la personne. Il est particulièrement conseillé de ne pas assimiler une excitation ressemblant à la catatonie à des comportements problématiques ou d'opposition, et de ne surtout pas confondre les symptômes passifs avec de la paresse ou une mauvaise volonté[15] ;
- l'emploi de prompts permettant aux personnes atteintes de catatonie de reprendre le contrôle du système nerveux central et de gérer les frustrations générées par l'impossibilité croissante de se mouvoir et/ou de parler, ainsi que les difficultés à s'arrêter une fois un processus répétitif initié[15].

Les traitements classiques de la stupeur catatonique, à savoir l'électroconvulsivothérapie et le lorazépam, ne montrent guère d'efficacité selon elles, face à ce phénomène particulier de catatonie autistique.

### Vidéographie
- Stephanie Bethany, « Autism & Catatonia », 12 août 2021 (consulté le 8 février 2025)